# Traquet à tête grise
Oenanthe moesta
Espèce
Statut de conservation UICN

 LC  : Préoccupation mineure
Le Traquet à tête grise (Oenanthe moesta) est une espèce de passereaux de la famille des Muscicapidae.
Son aire s'étend à travers l'Afrique du Nord et le Proche-Orient.